# Clínica Popular Especializada San Carlos
La Clínica Popular Especializada San Carlos o ambulatorio urbano de San Carlos es, en el contexto del sistema de salud venezolano, un ambulatorio urbano integral, operativo, ubicado adyacente al Hospital Los Samanes y sirve comunidades adyacentes en la Parroquia Joaquín Crespo, Maracay, Venezuela. El ambulatorio presta atención médica integral de nivel primario, atendidos por médicos generales o familiares con experiencia en administración de Salud Pública, así como servicios de oftalmología. La Ley Orgánica de Salud de Venezuela y el Sistema Público Nacional de Salud adscriben al ambulatorio de San Carlos al Ministerio del Poder Popular para la Salud.
El ambulatorio de San Carlos provee apoyo como asistencia de salud a los establecimientos de Áreas de Salud Integral Comunitarias (ASIC), incluyendo FundaFamilia de la Urbanización Las Acacias, el municipio sanitario Pedro José Ovalles del Barrio José Gregorio Hernandez, el CDI Armando Castillo Plazas en la Urbanización Piñonal y consultorios populares en San Carlos y en el Piñonal.